# Viry (Haute-Savoie)
Viry település Franciaországban, Haute-Savoie megyében. Lakosainak száma 5625 fő (2022. január 1.). Viry Saint-Julien-en-Genevois, Chênex, Feigères, Présilly, Valleiry és Vers községekkel határos.

## Népesség
A település népessége az elmúlt években az alábbi módon változott:
| Lakosok száma | 4236 | 4806 | 5206 | 5182 | 5299 | 5415 | 5590 | 5635 | 5625 |
|               | 2013 | 2015 | 2016 | 2017 | 2018 | 2019 | 2020 | 2021 | 2022 |